# Näsby, Kristianstad
Näsby är en stadsdel i den norra delen av Kristianstad. Stadsdelen har namn efter byn Näsby i Nosaby socken. Namnet Näsby omnämns för första gången i skrift 1380.  

## Näsbys historia

### Förhistoria
Området på näset mellan Araslövssjön och Nosabyviken av Hammarsjön har varit bebodda sedan stenåldern. 2015 grävde Sydsvensk Arkeologi boplatser från yngre bronsålder och äldre järnålder. Dateringarna låg mellan cirka 800 f.Kr. och år 0. Arkeologerna fann också spår från senneolitikum,  det vill säga slutet av yngre stenålder,  daterade till för omkring 3800 år sedan. Det smala näset var en bra boplats med  närhet till flera sjöar och Helge å. Vid utgrävningarna hittades rester av flera grophus från yngre bronsåldern. Grophus var enkla hus med en grävd grop och ett tak över den. Mängden byggmaterial blev mindre och de låga väggarna fylldes olika material som fanns tillgängligt: torv, sten, flätverk eller lera. Grophus finns mest på boplatser från yngre järnålder, men Näsbys grophus är äldre och har daterats till yngre bronsålder och äldre järnålder. Långhus är den vanligaste konstruktionen under denna tid. Vid utgrävningen hittades ett antal ugnar för att framställa järn och bränna keramik.

### Stadens kornbod
Fästningsstaden Kristianstad inkorporerade redan på 1600-talet Näsby av militära skäl. Kung Christian IV skänkte stadens borgare Näsby när staden var byggd. Det var den enda torra vägen in mot den nya fästningen och behövdes för det yttre försvaret av fästningen. Nosaby fick som kompensation byarna Hammar och Åraslöv från den nedlagda Åraslövs församling. Näsby försåg också fästningsstaden med mycket av de matvaror staden behövde.  Handelsmän och hantverkare i staden blev snart ägare till gårdar på Näsby. Gårdarna hade vidsträckta ängarna för bete och slåtter i södra Näsby medan åkrar för säd fanns i nordöstra delarna av byn. Näsbys gamla gårdar lever kvar i namn på gator, skolor och kvarter: bostadsområdet Gamlegården, Tvedegård, Rosengården och  på södra Näsby Elmetorp. Fröknagården döptes i folkmun på 1700-talet. Fyra ogifta systrar, fröknarna Gyllenlood bodde då på gården. I dag är boningshuset på Fröknagården upprustat och rymmer Annas hotell efter att ha varit ungdomsgård en period. Fröknegårdsskolan har sitt namn från gården.

### Militärt område

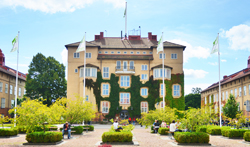
Norringarnas kasernområde, nuvarande Kristianstad högskola

Ända sedan 1600-talet har militärer rört sig på Näsby och 1795 inrättades ett stort militärt övningsfält. På 1920-talet flyttade Norra skånska infanteriregementet dit, till ett nybyggt kasernområde invid övningsfältet. Invigningen hölls den 18 maj 1923 och ”Norringarna” blev kvar på Näsby till regementsnedläggelsen 1994. Andra världskriget förvandlade regementet till ett cyklande infanteriregemente, så cyklande soldater  blev en vanlig syn i nordöstra Skåne. Militäruniformer var vanliga klädesplagg på Näsby. Många officerare och andra stamanställda bosatte sig på Näsby. De värnpliktiga lämnade kasernerna då de var lediga och frekventerade stadens caféer. Den civila befolkningen på Näsby besökte militärens område, där musikpaviljong, dansbana och simbassäng drog. Övningsfältet Näsbyfält var till en början Wendes artilleriregementes område men sedan flyttade Norra Skånska Infanteriregementet dit. Efter 1994 då regementet flyttad ut ur området flyttade Högskolan Kristianstad in på regementsområdet.

### Egnahemsområdet 1931
Atlas över svenska orter  beskriver området som Näsbys egnahemsområde, med gårdar och lägenheter tillhöriga Kristianstads stad med 43 jordbruksfastigheter och 118 andra fastigheter. Taxeringsvärde på jordbruksfastigheter var 1931 1023 100 kr i jordbruksvärde och för de andra fastigheterna 1 093 400 kr. Egnahemsområdet omfattar delar av Näsby och hela det område som benämns Näsbyholm och hade 1829 invånare 1931. Näsbyholms område på Näsby hade 28 andra fastigheter taxerade till 4 147 600 kr. och var en del av Näsby egnahemsområde.

### Näsbys gårdar
Näsby nr 2, 3, 8, 9, 10, 12, 15, 18 (delar av) bildar herrgården Fröknegården, som 1931 ägdes av godsägare Axel Olin, taxeringsvärde för jordbruksfastighet helt av jordbruksvärde 283 000 kr. samt för andra fastigheter 24 000 kr.  Näsby nr 12 (del av), ägdes av Måns Nilsson, taxeringsvärde å jordbruksfastighet 56 000 kr i jordbruksvärde. Näsby nr 6, 17, 18 (del av), äges av lantbrukare Anders Nilsson, taxeringsvärde å jordbruksfastighet  88 000 kr. i jordbruksvärde. Staten ägde Näsby gård från 1909, taxeringsvärde å jordbruksfastighet var 100 000 kr i jordbruksvärde. Stadens tomt för vattenverket låg i stadsdelen och hade ett taxeringsvärde å annan fastighet på 150 000 kr samt dessutom på vattenverkstomten 15 lägenheter taxerade till 150 800.

### Näsby gård
Gården  nyttjades av staden borgmästare under 1600-talet. Under delar av 1700-talet ägdes Näsby Gård av Anders Fischerström som ägde landets största tegelbruk vid Hedentorp. 1781 blev Mathias Thestrup ägare. Han var konglig räntemästare och gården förblev i familjen Thestrups ägor i tre generationer. 1846 såldes gården till Peter Vilhelm Francke. Franckes Udde vid Araslövssjön minner om honom. Efter Francke förvärvade storgodsägaren Ola Olsson gården. Han ägde tidigare Hammarshus och var dessutom arrendator på Lillö Kungsgård. Hans son Nils Olsson sålde gården 1909 till staten för 316.905 kr. Under åren staten ägde 1909-1994 nyttjades gården av militären på P6. Byggnaderna var förråd och tyg-expedition. Mangårdsbyggnaden lämnades att förfalla. Den revs under 1970-talet. När P6 avvecklades på 1990-talet, köpte AB Kristianstadbyggen gården. Torbjörn Axelsson och Jörgen Pettersson förvärvade gården 2005.

### Lägenheter mot bostadsbrist skapar Gamlegården
Den södra delen av Näsby kallas Gamla Näsby och utgörs av en äldre villabebyggelse. Det är detta område som beskrivs i Svenska orter 1931. Bostadsbristen i Sverige under 1960-talet ledde till miljonprogrammet som under åren 1965 till 1974 producerade en miljon nya lägenheter. I Kristianstad blev Näsby ett område för stora bostadsprojekt.  Mellan gamla Näsby och Gamlegården finns ett område med bostadsrättslägenheter, Fröknegården, som byggdes före och samtidigt med Gamlegården. På Fröknegården, men omedelbart sydost om Gamlegården, finns  grundskolan Fröknegårdskolan. Gamlegården och Tvedegårds marker bebyggdes alltså från mitten av 60-talet. De första husen var inflyttningsklara i april 1965. 1971 hade 2 000 nya lägenheter byggts. Befolkningen på Näsby växte och 1974 bodde omkring 7 000 personer på Näsby. Sedan dess har befolkningen lite till omkring år 2000. Gamlegårdens flerbostadshus ägs av det allmännyttiga bostadsföretaget Kristianstadsbyggen.

### Allmänna inrättningar
Förutom Fröknegårdsskolans högstadieskola fanns en låg- och mellanstadieskola som hette Gamlegårdsskolan på området. Skolan fick stora problem med att eleverna på skolan till uppåt 50 procent bestod av nyanlända och det blev stora inlärningssvårigheter. Kommunen beslöt efter några år att bygga ny skola på Näsby. Sista skolavslutningen var i juni 2019 och skolan flyttade till Lingenässkolan som hade byggts på det område där de arkeologiska undersökningarna gjordes 2015. Gamlegårdsskolan revs under hösten 2019. På platsen där skolan stått byggdes Hjärtebackes förtskola som invigdes 2021. Högskolan Kristianstad flyttade under 1990-talet till de gamla regementsområdet. På Gamlegårdsområdet finns ett köpcentra på Gamlegården med bibliotek. Området har också en vårdcentral med apotek. På södra delen av Näsby finns ett nyare köpcentrum. Pingstkyrkan köpte en äldre skolbyggnad och etablerade sig på Näsby 2009. Kristianstad Badrike, ett nytt badhus byggdes nära högskolan och invigdes 2022.

### Industrilokaliseringar
Under samma period växte verksamhetsområdet med industrier och företag som erbjöd gott om arbetstillfällen. Näsbys industriområde har tillverkningsindustrier och en del kontor, och begränsad handel. Den norra delen av industriområdet har Kristianstads cementgjuteri, nuvarande Starka, har blivit en större industri sedan starten 1930. På norra delen ligger också dagligvarugrossisten Dagab. Tomterna är större och fortfarande glesare använda på norra delen. Södra området har mer småskalig verksamhet med hög täthet i bebyggelsen. Verksamheter med större behov av utrymme kan inte etableras där. Näsby industriområde har fortsatt kontakt med järnvägar. Det ökar möjligheter för företag som vill använda tåg för godstransporter.